# 1869 ve fotografii
Tento článek obsahuje významné fotografické události v roce 1869.

## Události
- Andrej Osipovič Karelin v roce 1869 otevřel fotografický ateliér s názvem Fotografie a malba (Фотография и живопись), který se vyznačoval tím, že byl velmi dlouhý. V něm pomocí objektivů s dlouhou ohniskovou vzdáleností portrétoval sedící osoby z velkého odstupu tak, aby nedocházelo k perspektivnímu zkreslení postavy.[1]

## Narození v roce 1869
- 8. ledna – Arnold Genthe, americký fotograf († 9. srpna 1942)
- 25. ledna – Agnes Nyblin, norská fotografka († 20. srpna 1945)
- 5. března – Konstantin Nikolajevič de Lazari, ruský fotograf († 1. listopadu 1930)
- 15. dubna – Signe Branderová, finská fotografka († 17. května 1942)
- 17. května – Ethel Hatch, britská dětská modelka fotografa Lewise Carolla († 3. dubna 1975)
- 5. července – Félix Luib, francouzský fotograf († 1946)
- 26. července – Joseph Keiley, americký fotograf a spisovatel († 21. ledna 1914)
- 19. srpna – Waldemar Titzenthaler, německý fotograf († 7. března 1937)
- 19. září – Anthony Fiala, americký fotograf, kameraman, polárník, cestovatel a podnikatel českého původu († 8. dubna 1950)
- 14. října – Frederik Hilfling-Rasmussen, norský fotograf dánského původu  († 7. prosince 1941)
- říjen – Mattie Edwards Hewittová, americká fotografka architektury, krajiny a designu († 1956)
- 21. listopadu – Zaida Ben-Yusufová, newyorská fotografka († 27. září 1933)
- 3. prosince – Anne Brigmanová, americká fotografka († 8. února 1950)
- 15. prosince – Myra Albert Wigginsová, americká malířka a fotografka († 13. ledna 1956)
- 26. prosince – Moisej Salomonovič Nappelbaum, ruský fotograf († 13. června 1958)
- ? – Harry Grant Olds, americký fotograf působící v Chile a Argentině († 1943)
- ? – Atanasij Zografski, bulharský duchovní a fotograf († 1920)
- ? – Lallie Charles, britská fotografka († 5. dubna 1919)
- ? – Benjamín de la Calle, kolumbijský fotograf, považovaný za jednoho z nejvýznamnějších ve své zemi ve 20. století (26. října 1869 – 28. března 1934)
- ? – Charles H. Carpenter, americký fotograf (1869–1949)

## Úmrtí v roce 1869
- 1. srpna – Alexandrine Tinne, nizozemská průzkumnice a fotografka (* 17. října 1835)
- 8. srpna – Roger Fenton, britský válečný fotograf (* 20. března 1819)
- 21. prosince – Edmond Fierlants, belgický fotograf (* 20. července 1819)